# Heinrich XV. (Bayern)
Heinrich der Natternberger (als Herzog von Bayern Heinrich XV., als Herzog von Niederbayern Heinrich III.; * 1312; † 18. Juni 1333 in Natternberg bei Deggendorf) war von 1312 bis 1333 Herzog von Niederbayern. Er erhielt den Beinamen „der Natternberger“, da er sich vorzugsweise in Natternberg auf der gleichnamigen Burg aufhielt. Als niederbayerischer Herzog wurde er auch als Heinrich der Jüngere bezeichnet, in Abgrenzung zu seinem älteren Vetter Heinrich XIV.

## Leben
Im Todesjahr seines Vaters Otto III. als einziger Sohn aus dessen zweiter Ehe mit Agnes von Glogau geboren, unterstand er bis 1319 der Vormundschaft Ludwigs des Bayern und dessen Bruders Rudolf, später der seines gleichnamigen Vetters Heinrich des Älteren. 
Zwischen ihm und seinen Vettern Heinrich dem Älteren und Otto IV. kam es zu langwierigen Streitigkeiten um den Besitz Niederbayerns, die immer wieder durch Schiedsgerichte geschlichtet wurden. Die Landstände brachten im Juli 1329 die drei Herzöge zu der Verpflichtung, das Herzogtum Niederbayern zu ihren Lebzeiten nicht weiter aufzuteilen.
Dennoch verbanden sich im Jahr 1330 Heinrich und Otto und erreichten mit Hilfe des nunmehrigen Kaisers Ludwigs des Bayern im Vertrag von 1331 schließlich die Teilung. Allerdings wurde festgelegt, dass Niederbayern in jedem Erbfall als eine Einheit behandelt werden sollte. Unter Heinrich XV. war Deggendorf kurzzeitig Residenzstadt des selbstständigen Herzogtums Niederbayern-Deggendorf (1331–1332), das außer der Hauptstadt die Orte Cham, Dingolfing, Landau und Vilshofen umfasste. 1332 kam es zur gemeinsamen Regierung mit Heinrich dem Älteren. Im November 1332 empfahl Heinrich seinem Vetter Otto, Heinrich dem Älteren die Alleinherrschaft zu überlassen. Noch vor einer Entscheidung darüber verstarben 1333 sowohl Heinrich als auch im Folgejahr sein Vetter Otto, so dass Heinrich der Ältere dann Niederbayern alleine regierte. 
Heinrich war mit Anna (* um 1318; † 1343), der Tochter Friedrichs des Schönen verheiratet. Er wurde im Zisterzienserinnenkloster Seligenthal bei Landshut bestattet.